# 翁鲁维亚
翁鲁维亚，是西班牙卡斯蒂利亚-拉曼恰昆卡省的一个市镇。总面积110平方公里，总人口1635人（2001年），人口密度15人/平方公里。